# 683
El 683 (DCLXXXIII) fou un any comú començat en dijous del calendari julià.

## Esdeveniments
- Batalla d'al-Harra durant la Segona guerra civil islàmica.[1]
- Setge de la Meca durant la Segona guerra civil islàmica.[2]